# KPovModeler
KPovModeler – program służący do modelowania scenerii i tworzenia grafiki trójwymiarowej za pomocą programu POV-Ray, bez znajomości języka opisu scen, wykorzystywanego w POV-Ray. KPovModeler wchodzi w skład środowiska KDE.